# Hôtel de la Salle (Lille)

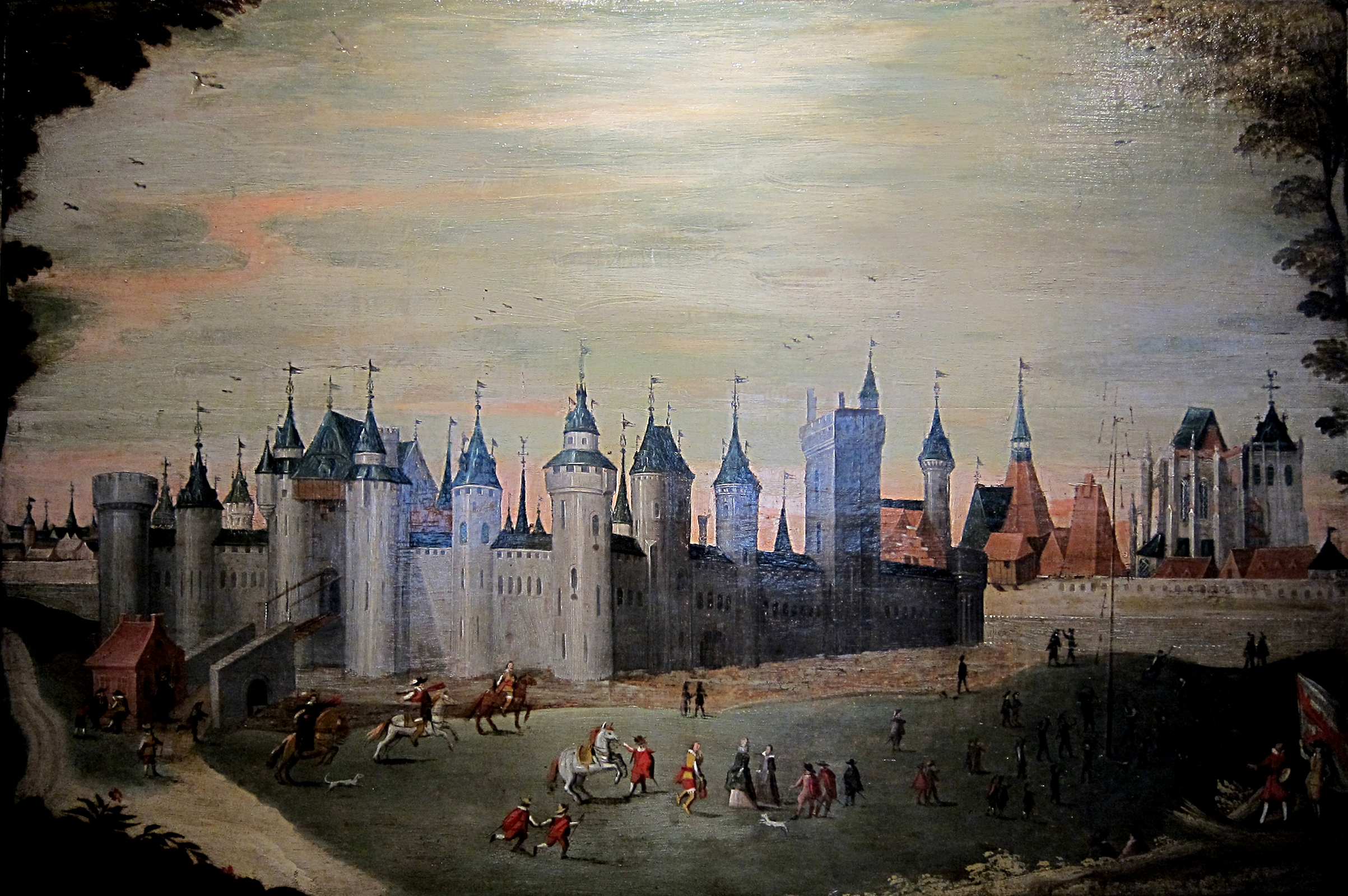
Sur cette peinture du XVIIe siècle, les bâtiments de la Salle se détachent au-dessus du mur de la ville, entre le château de Courtrai (à gauche) et la collégiale Saint-Pierre (à droite).

Pour les articles homonymes, voir Hôtel de la Salle.
L'Hôtel de la Salle était l'ancien château des comtes de Flandre dans la ville de Lille. Il était situé entre la collégiale Saint-Pierre et l'Hospice Comtesse, à l'emplacement de l'actuel palais de justice, sur les rives de la Basse Deûle. Il avait un donjon et une extension, probablement construite sur pilotis.

## Histoire
On pense que Lille est née d'une villa comtale. Le comte Baudouin V de Flandre et son épouse Adèle de France ont fondé la collégiale Saint-Pierre dans le castrum. Selon une charte de ce chapitre datant de 1066, outre l'aula comitis et la collégiale Saint-Pierre, le château contenait également un atelier de frappe de la monnaie et un jardin. Il était coupé en deux par la route menant à Ypres. A un moment donné, le château fut renforcé par la construction de la motte castrale Madame, où un vicomte fut établi. Le Thierry d'Alsace fit construire une chapelle dédié à Notre-Dame près du château. En 1237, l'Hospice Comtesse a été ajouté au parc du château. Ce dernier était le siège de la châtellenie de Lille, puis du bailliage de Lille-Douai-Orchies. 
Au début de la guerre de Flandre en 1297, le fils du comte, Robert de Béthune, est assiégé par les Français à Lille. Un projectile transperça le toit de son château et tua deux chevaliers près de lui. Après la conquête de la ville, le roi Philippe le Bel a séjourné dans le château pendant plus d'un mois. En raison de sa vulnérabilité, il ordonna la construction du château de Courtrai en 1299. Néanmoins, l'Hôtel de la Salle est restée utilisée comme résidence du comte.
Les ducs de Bourgogne ont également conservé la Salle comme centre de leur pouvoir. En 1386, Philippe le Hardi officialisa son audience dans la Camere van den Rade, située dans la Salle. À partir de là, le Conseil de Flandre et la  Chambre des comptes de Lille sont devenus indépendantes. La première institution a déménagé à Audenarde en 1405 et la seconde en 1413 à l'Hôtel de la Poterne. Les États de Flandre se réunissaient aussi parfois dans la salle, comme en 1413. Le bâtiment est resté une résidence principale où les ducs séjournaient de manière irrégulière et généralement pour des périodes plus courtes.
Sa situation près d'un cours d'eau nécessita des réparations répétées, notamment en 1415 sous Jean sans Peur, et elle était également exiguë pour la cour des ducs. Un inventaire de 1419 offre l'image la plus complète du complexe, qui se composait de quatre ailes autour d'une cour. Il y avait plusieurs tours et une salle d'apparat récente (salle de parement). Avant l'arrivée du duc Jean de Lancastre et d'Anne de Bourgogne en 1427, de nouvelles vitres coupe-feu furent installées. Le 5 septembre 1451, un incendie réduisit en cendres une grande partie du château. Si Philippe le Bon avait prévu la construction du Palais Rihour dans l'intervalle, il fit néanmoins restaurer la Salle. Le banquet du faisan y a eu lieu le 17 février 1454.
En 1515, l'empereur Charles Quint vendit l'Hôtel de la Salle à la ville de Lille. Le gouverneur et l'office du bailli s'installèrent alors dans le Palais Rihour, qui fut désormais aussi parfois appelé Hôtel de la Salle. La chapelle du château fut démolie à cette époque et, peu après, le château lui-même. Un décret impérial de janvier 1524 transféra au nouveau palais tous les droits féodaux attachés à la Salle.

## Sources
- Valérie Duhin, L'hôtel de la Salle de Lille à la fin du Moyen Âge, thèse de maîtrise, Lille, 1988
- Nicolas Dessaux, "Le castrum et le forum de Lille au XIe s. Nouvelle synthèse des données historiques et archéologiques", in: Revue du Nord, 2016, nr. 5, p. 187-204